# Fredrik Gulsvik
Fredrik Gulsvik (Flå, 29 agosto 1989) è un calciatore norvegese, attaccante del Simensbråten.

## Carriera

### Club
Gulsvik ha iniziato la carriera in una squadra locale della sua città natale, Flå. Successivamente, si è trasferito in Spagna, al Las Palmas. Accompagnato dalla madre e dalla sorella, Gulsvik è rimasto nel paese iberico per quattro anni, giocando appunto per il Las Palmas e poi per il Maspalomas. È tornato quindi in Norvegia, firmando un contratto dalla durata triennale con l'Odd Grenland, all'epoca militante in Tippeligaen ed è stato considerato dal club con una delle sue maggiori promesse. Ha giocato per la squadra giovanile finché l'Odd Grenland non ha deciso di promuoverlo, dopo aver impressionato il tecnico durante delle sessioni di allenamento disputate a Cipro. Ha debuttato nella sconfitta per due a uno contro lo Strømsgodset del 9 aprile 2007.
È diventato noto per essere in possesso di un poderoso tiro. Nella sua stagione inaugurale, Gulsvik ha realizzato una rete da lunga distanza contro il Lyn che è stata nominata come la più bella della stagione. L'assistente dell'allenatore dell'Odd Grenland, Morten Rønningen, lo ha paragonato a John Carew e ha sottolineato positivamente la sua forza ed il suo passo. Gulsvik è stato soprannominato Super-Mac, in riferimento ad un personaggio apparso sul magazine Buster.
Nel 2010, è stato ingaggiato dal Sandefjord. Ha esordito con la nuova maglia il 7 agosto dello stesso anno, nella sfida casalinga contro il Rosenborg culminata con una sconfitta per tre a uno. Il 19 settembre ha realizzato la prima rete con la nuova maglia, ai danni del Tromsø, sebbene ininfluente ai fini del risultato (il Sandefjord è stato sconfitto per cinque a tre).
Il 1º agosto 2011 è passato al Mjøndalen. Il 15 luglio 2012, rescisse il contratto che lo legava al club, per via degli infortuni che gli impedirono di giocare con regolarità. Poco dopo, annunciò il suo ritiro dal calcio professionistico. Continuò però a giocare a livello amatoriale, prima nel Fu/Vo e poi nel Fjellhamar.

### Nazionale
Gulsvik ha giocato per le selezioni Under-16, Under-17, Under-18 e Under-19 della Norvegia. Ha segnato il primo e finora unico gol in Nazionale nella sconfitta per tre a uno dell'Under-18 contro il Portogallo under 18.